# GAL.56 (航空機)
GAL.56
GAL.56/01
- 用途：無尾翼実験機
- 分類：グライダー
- 製造者：ジェネラル・エアクラフトLtd
- 初飛行：1944年11月
- 生産数：4機
- 運用状況：退役

ジェネラル・エアクラフトGAL.56とは1940年代にイギリスでテストされた一連の試作グライダー群である。尾翼のない後退翼の設計を特色とする。

## 背景
1943年7月、科学研究理事会のもと、無尾翼機顧問委員会が航空機生産省の内部に立ち上げられた。目的は無尾翼機や先尾翼機といった概念の、将来的な利用可能性を研究することである。1944年、GALに対し、4機の動力がついていない概念実証機の製造と研究のためのAcft/3303/CB.10(c)契約が出された。3機については後にGAL.56と改称され、もう1機はGAL.61となった。

## 設計
3機のGAL.56はそれぞれ派生型であり、同じ胴体を用いていたが、3つの異なった主翼設計を合体させている。GAL.56の胴体部分は鋼製のチューブと木製のリブで組み立てられ、成形済みのプリウッドのシートで覆われた。直列配置のコックピットに操縦士と観測手用の座席が設けられた。どの派生型の主翼も積層化された木材の翼桁とリブで作られ、木材と紙で積層化された外皮で覆われた。主翼はどれもジョイントを介して胴体に取り付けられており、上反角は飛行前に調整することができた。エレボンはピッチを制御するためのエレベーターとして作動する。またサーボ補助のエレロンはロール制御を担った。二組のスプリットフラップが内蔵されており、どちらも飛行前に設定を選ぶことができる。それぞれ翼端部には垂直な翼と舵が取り付けられている。固定式の主降着装置ストラットには既存の部品が用いられ、翼桁に取り付けられている。また延長された尾輪は胴体ポッド後部につけられた。

## 派生型

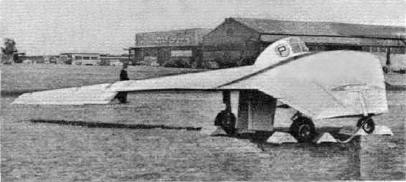
GAL.61

GAL.56/01
(シリアルナンバーTS507)"中型-V"とも呼ばれたバージョンで、一定した翼前縁の後退角33.5度を持つ。また翼弦25％部分では28.4度である。1944年11月13日、ファーンボローでの初飛行ではロバート・クロンフェルドが操縦し、アームストロング・ホイットワース ホイットレイに牽引された。
GAL.56/04
(TS510)"中型-U"とも呼ばれるバージョンである。主翼の中央部分は矩形翼を持ち、翼端部に近い方ではGAL.56/01と同じ平面図の後退翼を持つ。翼幅15.5m。RAFアルダーマストンにて1946年2月27日に初飛行。
GAL.56/03
(TS513)"最大型-V"バージョンとも呼ばれた。主翼前縁部分では翼後退角度40度を持ち、翼弦25％部分では36.4度を持つ。翼幅はGAL.56/01と同じ。初飛行は1946年5月30日だった。
GAL.57
GAL.56を215馬力のライカミングR-680星形エンジンで動力化したバージョンである。設計は1943年、しかし製造には至っていない。
GAL.61
(TS515) 胴体部や垂直尾翼を持たない全翼形状で、3個の引き込み式降着装置を装備した。操縦士のためにコックピット部分が隆起しており、観測手は機の右舷側で腹ばいの姿勢をとった。

## 運用履歴
GAL.56/01はRAFダンホーム・ロッジやRAFウィッターリングからホイットレー、スーパーマリン・スピットファイア、もしくはハンドレーページ・ハリファックスといった飛行機に牽引され、数回の飛行を実施した。1945年5月以降は研究飛行がファーンボローで繰り返された。また1947年8月にはラシャム飛行場のGAL飛行試験局に移された。ここでは既にGAL.56/03とGAL.56/0が、航空省との契約のもとで試験に使われていた。
飛行特性は極めてひどいことが確かめられた。テストパイロットのエリック・ブラウン大尉は後に、自ら数百種類の航空機を試験したうちでも、飛ばした中で最も難しかった機体と記している。1948年2月12日、GAL.56/01はハリファックスによって高度約3,000mに牽引されたのちに失速試験を実施した。操縦士はロバート・クロンフェルドが務め、機体は失速に入り、それから制御不能なダイブへ移ったために乗員は両名とも意識を失った。観測手であるバリー・マクゴーワンは意識を取り戻し、機体が水平ではあるが反転状態なことに気が付いた。彼は低空で脱出に成功したが、クロンフェルドはラシャム近郊のロゥワーフロイルに墜落して死亡した。墜落事故の結果と、当時の無尾翼機全体にまつわる頑固な失速問題のため、研究作業は中止させられ、他の2機のGAL.56はRAF ボーリューにあるAFEE（Airborne Forces Experimental Establishment）に移送された。またGAL.61の飛行が実施されることはなかった。

## 諸元(GAL.56/01)

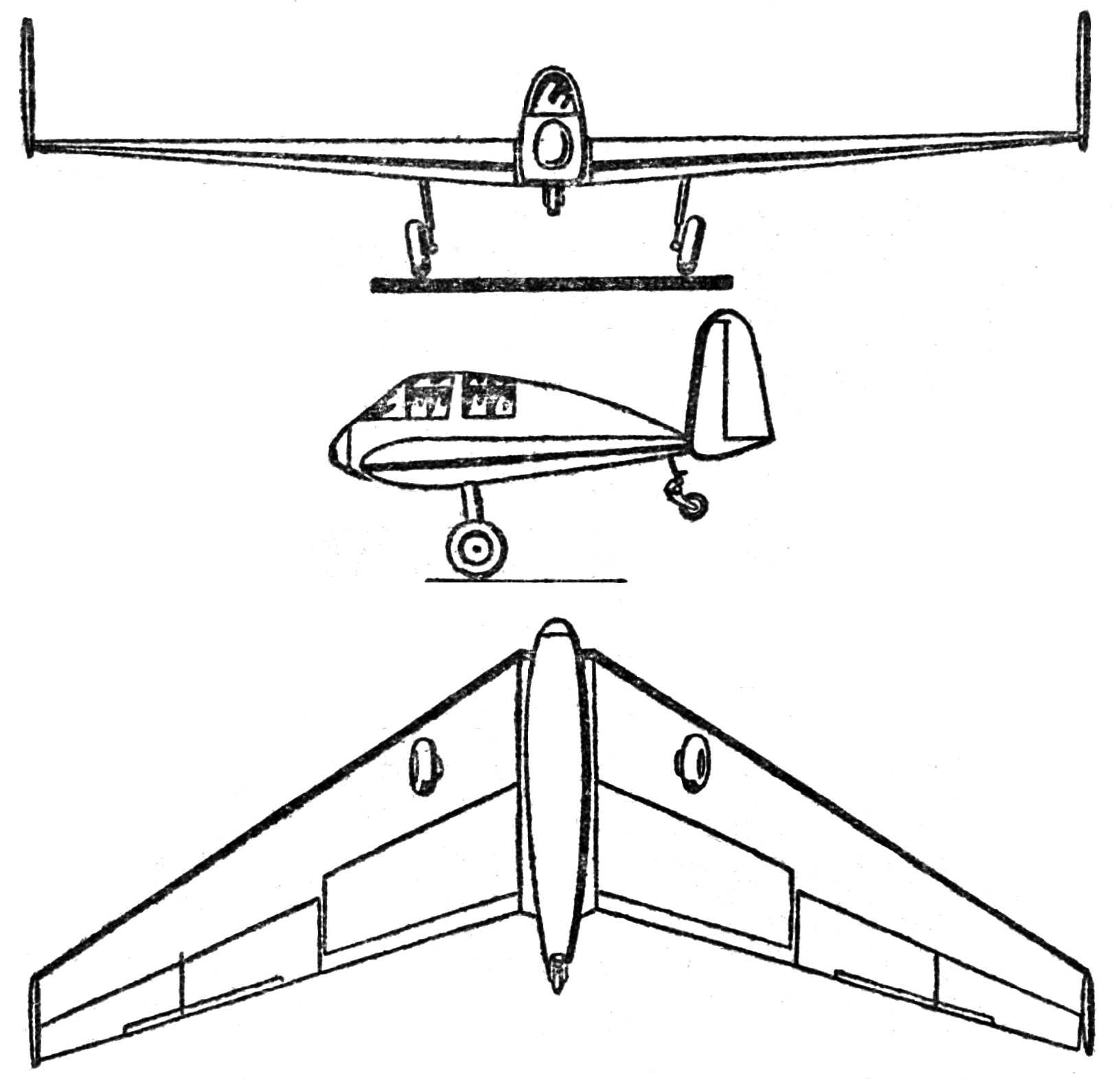
GAL 56 3-view drawing from Les Ailes January 4, 1947

データは『Flight 26 September 1946』による。
- 乗員：2名 (操縦士と観測手)
- 全長：5.69m
- 翼幅：13.82m
- 全高：2.67m
- 主翼面積：33平方m)
- アスペクト比：5.87
- 翼形：RAF34改良型
- 空虚重量：1,544kg
- 全備重量：1,996kg

- 性能
- 失速速度：93km/h
- 限界速度：320km/h
- 翼面荷重：61.4kg/平方m)

### 書籍
- Sturtivant, Ray (1995). British Prototype Aircraft. Haynes. ISBN 1-85648-221-9